# 小行星2571
小行星2571（2571 Geisei）是一颗绕太阳运转的小行星，为主小行星带小行星。该小行星于1981年10月23日发现。
該小行星以日本高知縣藝西村命名。

## 轨道参数
小行星2571的轨道半长轴为2.2288235 UA，离心率为0.194。